# Sperlágh Beáta
Sperlágh Beáta (Budapest, 1963. február 24. –) Széchenyi-díjas orvos, klinikai farmakológus, egyetemi tanár, a Magyar Tudományos Akadémia rendes tagja. Kutatási területe az idegrendszeri gyógyszerkutatás.

## Életpályája
1987-ben diplomázott a Semmelweis Egyetemen. 1988-tól a Magyar Tudományos Akadémia orvosi kutatóintézetben dolgozott (2000-től gyógyszerészként). 1988–1994 között a Magyar Tudományos Akadémia Kísérleti Orvostudományi Intézet Farmakológiai Tanszékének tudományos segédmunkatársa, 1995–2002 között tudományos munkatársa, 1998–2001 között helyettes vezetője volt. 1990-től a klinikai farmakológiai posztgraduális kurzusok előadója. 1995-ben PhD. fokozatot szerzett. 1996–1999 között a Kísérleti Orvostudományi Intézet igazgatótanácsának megválasztott tagja volt. 1997-től a Magyar Tudományos Akadémia Orvosi Tudományok Osztálya Orvostudományi Alapkutatási Bizottságának tagja. 1997–2012 között a Semmelweis Egyetem Farmakológiai és Farmakoterápiás Intézetének végzős hallgatói számára tartott előadásokat. 2000-től klinikai farmakológus szakorvos. 2002-től a Magyar Tudományos Akadémia Kísérleti Orvostudományi Kutató Intézet tudományos igazgató-helyettese. 2004-től a Magyar Tudományos Akadémia doktora. 2004-től a Magyar Tudományos Akadémia Kísérleti Orvostudományi Intézet tudományos tanácsadója. 2006–2010 között a Budapesti Műszaki és Gazdaságtudományi Egyetem és a Semmelweis Egyetem által közösen szervezett neurofarmakológiai posztgraduális kurzusok oktatója és vezetője a Budapesti Műszaki és Gazdaságtudományi Egyetem Gyógyszerkutatási és Gyógyszerfejlesztési Karán. 2007–2010 között a Bólyai Ösztöndíj Tanácsadó Testületének tagja volt. 2008-ban habilitált a Semmelweis Egyetemen. 2008–2011 között a Magyar Tudományos Akadémia Honismereti Kutatási Programja Tanácsadó Testületének tagja volt. 2008–2015 között a Magyar Tudományos Akadémia Kutatási Egységeinek Tanácsa Élettudományi Tanácsadó Testületének tagja volt. 2009-ben a Semmelweis Egyetem professzora lett. 2010–2013 között a Bólyai Életművészeti Szakkollégium ösztöndíjas tagja volt. 2011–2013 között az Országos Tudományos Kutatási Alapítvány Kísérleti Orvostudományi Szakbizottságának tagja volt. 2012-től a Magyar Tudományos Akadémia Kísérleti Orvostudományi Intézetének Farmakológiai Osztályának vezetője.2019-ben a Magyar Tudományos Akadémia levelező, 2025-ben rendes tagjává választották.

### Munkássága
Kutatási területe az idegrendszeri gyógyszerkutatás. Kiemelkedő eredményeket ért el a purinerg és kannabinerg jelátvitel tanulmányozásában, valamint a neuroprotekció új típusú útvonalainak leírásában. Több olyan eredménye született, amely új gyógyszerfejlesztési projektek kiindulópontjaként szolgált hazai és nemzetközi együttműködő partnerek, valamint gyógyszercégek, elsősorban a Richter Gedeon Rt. részvételével. 285 tudományos közlemény szerzője, ebből 70 referált publikáció, melyekre több, mint 2000 hivatkozás történt. Fontos oktatási tevékenységet végzett az orvosképzésben, és a gyógyszerinnovációban résztvevő szakemberek posztgraduális képzésében.

## Művei
- Inhibitory effect of hypoxic condition on acetylcholine release is partly due to the effect of adenosine released from the tissue (1990)
- Separation of carrier mediated and vesicular release of GABA from rat brain slices (1999)
- Modulation of dopaminergic neurotransmission in rat striatum upon in vitro and in vivo diclofenac (2008)
- P2X7 receptors drive poly (2019)

## Díjai
- MTA Ifjúsági Díj (1993)
- Kutatási Díj (KFKI SZTKI) (1998)
- TEVA tudományos díj (1998)
- Széchenyi professzor ösztöndíj (2000-2003)
- Tudományos Díj (Eötvös Loránd Tudományegyetem, Természettudományi Kar) (2004)
- L’Oreal-UNESCO “A nőkért és a tudományért” Díj (2005)
- Charles Simonyi kutatási Díj (2007)
- Gábor Dénes-díj (2010)[5]
- Issekutz Béla-emlékérem (2020)[6]
- Széchenyi-díj (2023)

## Fordítás
- Ez a szócikk részben vagy egészben  a   Beáta Sperlágh című eszperantó Wikipédia-szócikk ezen változatának fordításán alapul.  Az eredeti cikk szerkesztőit annak laptörténete sorolja fel. Ez a jelzés csupán a megfogalmazás eredetét és a szerzői jogokat jelzi, nem szolgál a cikkben szereplő információk forrásmegjelöléseként.